# SharePoint
SharePoint is een platform van Microsoft dat dient als een raamwerk voor het opzetten van een website voor informatie-uitwisseling en online samenwerking binnen een groep of organisatie, zoals dat vaak op een intranet gebeurt.
Een belangrijk concept daarbij zijn de libraries of bibliotheken, waarin documenten kunnen worden opgeslagen. De opgeslagen documenten kunnen verrijkt worden met metadata die aan een document zijn gekoppeld en bibliotheken kunnen versiebeheer hebben. Niet alleen Officedocumenten kunnen worden opgeslagen in SharePoint, maar ieder digitaal bestand. Andere functionaliteiten die in SharePoint bestaan voor het uitwisselen van informatie zijn taken, agenda's en enquêtes. Doel hierbij is dat informatie op de juiste manier met de juiste persoon gedeeld kan worden.
Er bestaat ook een online variant: SharePoint Online. Deze maakt deel uit van Microsoft 365.

## Versie 2007
SharePoint 2007 kent twee varianten: Windows SharePoint Services (WSS) en Microsoft Office SharePoint Server (MOSS). Versie 3 van WSS is in 2007 verschenen en in hetzelfde jaar is MOSS geïntroduceerd als opvolger van SharePoint Portal Server (SPS). MOSS kan gezien worden als een uitbreiding op WSS en moet afzonderlijk worden aangeschaft met daarbij nog keuze uit twee versies: Standard en Enterprise.
De functioneel meest opvallende vernieuwing is de toevoeging van een wiki- en een blog-module. Een speerpunt voor Microsoft bij de ontwikkeling van SharePoint was de integratie met Office 2007. In combinatie met Office 2003 werden een paar functies gemist. Verder is er ook integratie met andere Microsoft pakketten zoals Active Directory voor authenticatie en Exchange.
De blogsoftware biedt minder mogelijkheden dan andere blogsoftware. Zo is het standaard niet mogelijk flashbestanden te embedden. Daardoor kunnen bijvoorbeeld video's van YouTube en presentaties van Slideshare niet worden geïntegreerd. Het is ook niet mogelijk om een bericht in meerdere categorieën te plaatsen.
SharePoint gebruikt onder andere .NET framework, IIS, SQL server en versie 3 werkt op Windows Server 2003 en 2008.
SharePoint is beschikbaar in verschillende talen, waaronder het Nederlands.

### Windows SharePoint Services (WSS)
Het installatiepakket van Windows SharePoint Services zit vaak al in Windows Server 2003, maar kan ook van de Microsoft website worden gedownload. Het raamwerk is een Microsoft .NET-toepassing, die van 'web part'-technologie gebruikmaakt. Daarmee kan een webpagina uit verschillende componenten worden samengesteld. Een 'web part' kan nieuwskoppen bevatten, lijsten, links, platte tekst, aankondigingen, discussies en nog veel meer. Windows SharePoint Services kan naar believen worden uitgebreid met bijvoorbeeld zelf gebouwde web parts. Hiervoor is een ontwikkelomgeving zoals Visual Studio nodig. Het is met het programma Microsoft SharePoint Designer mogelijk bepaalde functionaliteit in SharePoint aan te passen.
SharePoint Services biedt ook de mogelijkheid om een zogeheten 'document workspace' aan te maken, waarbinnen in teamverband kan worden samengewerkt aan documenten, met ruimte voor annotaties, aanvullend bronmateriaal en discussies. De eigenaar van het document kan andere leden van zijn organisatie uitnodigen om deel te nemen aan zijn team en iedereen wordt automatisch van wijzigingen op de hoogte gehouden.

### Microsoft Office SharePoint Server (MOSS)
Microsoft Office SharePoint Server onderscheidt zich van de Windows SharePoint Services als een additioneel betaald product, terwijl de SharePoint Services 'gratis' met Windows Server 2003/2008 worden meegeleverd. Waar Windows SharePoint Services vooral de mogelijkheid biedt om in teams te werken, biedt MOSS aanvullende mogelijkheden zoals integratie met andere applicaties en databases, een systeem voor enterprise content management en een persoonlijke site.

## Versies
- SharePoint 2010 is op 12 mei 2010 uitgebracht. Deze versie kan alleen nog maar op 64 bit Windows (Server 2008 SP2 of Server 2008 R2) worden geïnstalleerd. De twee uitzonderingen hierop zijn echter alleen voor ontwikkelaars:
  - Windows 7 - 64 bits met een wijziging in de installatie configuratie
  - Windows 7 - 32 bits, op een systeem met 64 bits hardware, binnen VirtualBox.

SharePoint 2010 kent net als SharePoint 2007 twee varianten: de basisversie SharePoint Foundation en het uitgebreidere SharePoint Server.
- SharePoint 2013 is op 11 oktober 2012 uitgebracht. Deze versie kan net als de 2010 versie alleen op een 64 bits versie van Windows draaien (Server 2008 R2 of Server 2012 of hoger). In tegenstelling tot de voorgaande versies is er geen directe methode voor ontwikkelaars om het op een ClientOS te draaien, het kan wel op bijvoorbeeld VirtualBox en VMware worden geëmuleerd.
- SharePoint 2016 is op 4 mei 2016 uitgebracht. De IT Preview versie van SharePoint 2016 voor IT professionals was reeds op 26 augustus 2015 uitgebracht.
- SharePoint 2019 werd op 22 oktober 2018 uitgebracht.

## Vergelijkbare producten
- IBM Notes

en open source:
- WordPress
- Joomla!
- Plone
- Drupal
- MediaWiki
- O3spaces